# 馬來西亞國際伊斯蘭大學

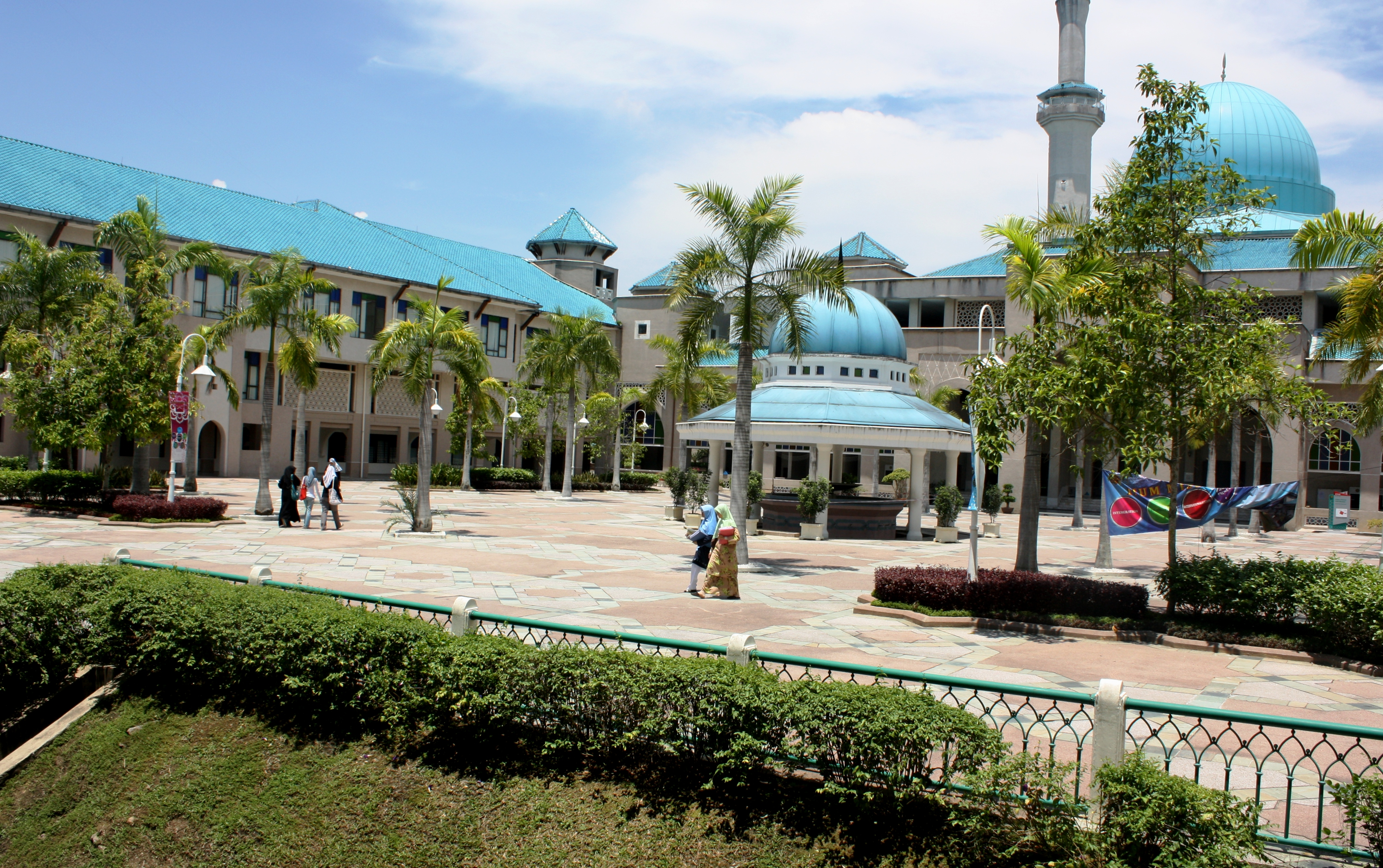
大學主校園一景

馬來西亞國際伊斯蘭大學（阿拉伯语：‎），簡稱IIUM、UIAM，是一家主校區位於馬來西亞雪蘭莪州鹅唛县的公立大學。大學由伊斯蘭合作組織的八个成員國贊助之下成立。它與伊斯蘭堡國際伊斯蘭大學和吉大港國際伊斯蘭大學有所不同。

## 知名校友

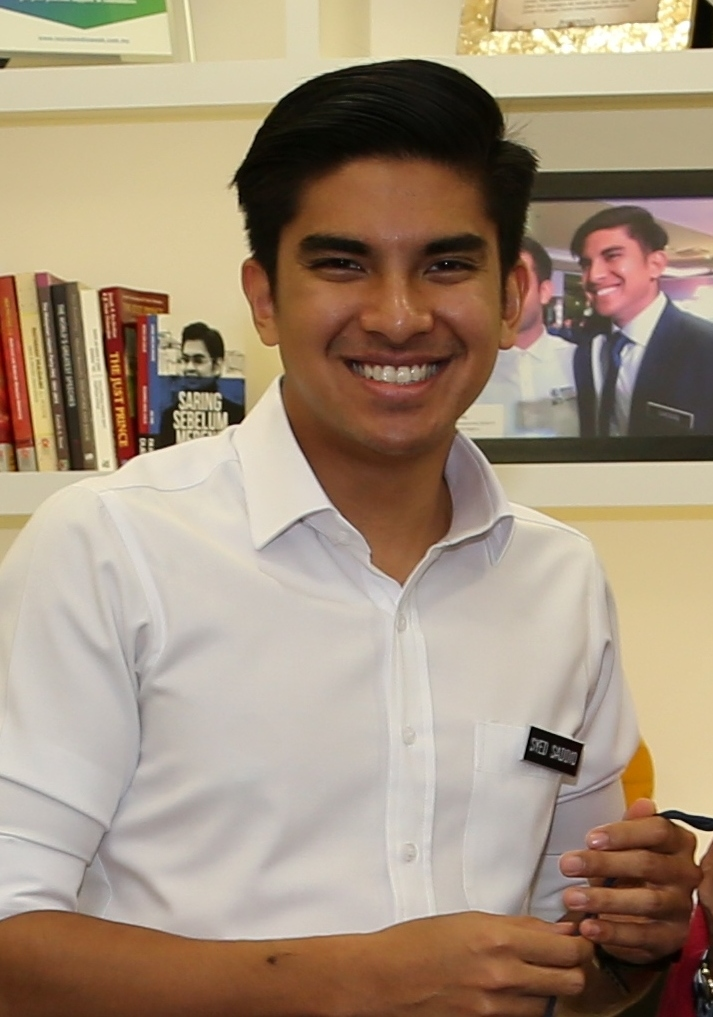
赛沙迪

- 馮寶君，馬來西亞政治人物，前民主行动党华都牙也國會議員。
- 赞比里，馬來西亞政治人物，前霹雳州州务大臣，邦咯州议员。
- 黄家和，馬來西亞政治人物，希望联盟民主行动党怡保东区国会议员。
- 赛沙迪，馬來西亞政治人物，是前马来西亚青年及体育部长，也是「马来西亚民主联合阵线」（MUDA）的主席，同時也是麻坡国会议员。
- 尤斯马迪，馬來西亞政治人物，现为马来西亚上议员，也是人民公正党青年团槟城州团长。
- 阿米占阿里,馬來西亞政治人物，現任首相署（沙巴及砂拉越特別事務）部長和代理國內貿易及生活成本部部長。